# Hirnstetten
Koordinaten: 48° 58′ N, 11° 17′ O

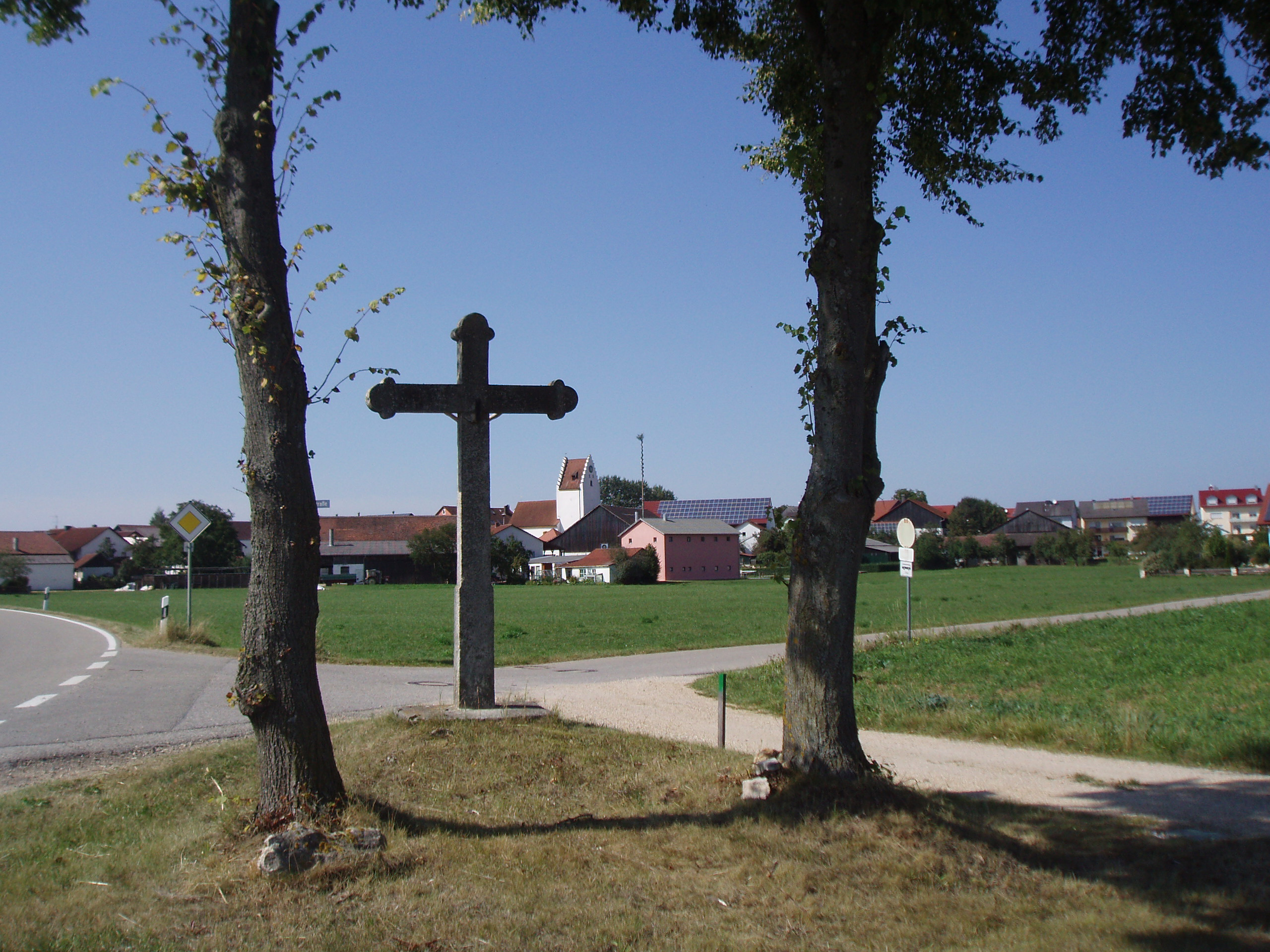
Hirnstetten, von Pfahldorf aus kommend

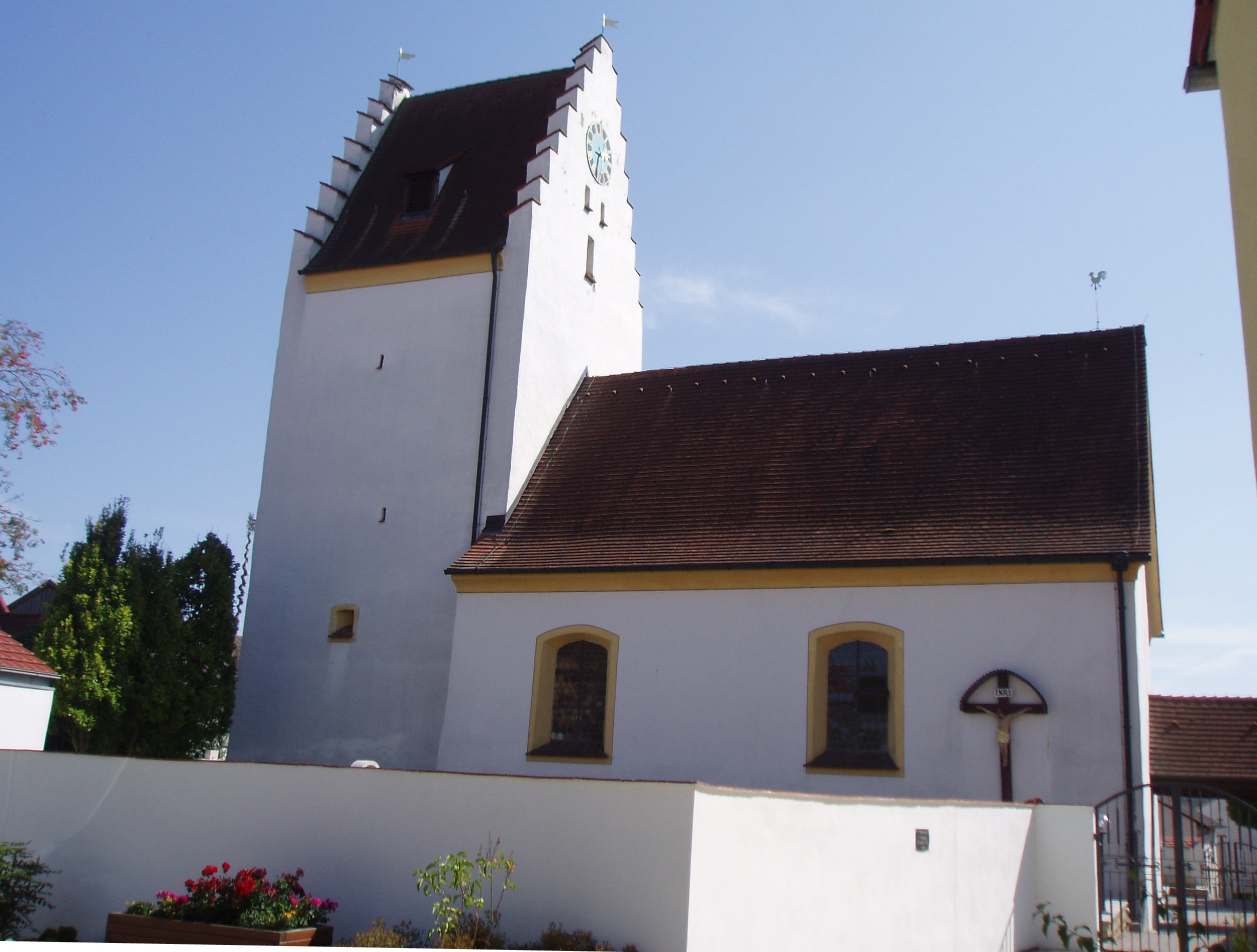
Die Kirche mit dem charakteristischen Treppengiebel

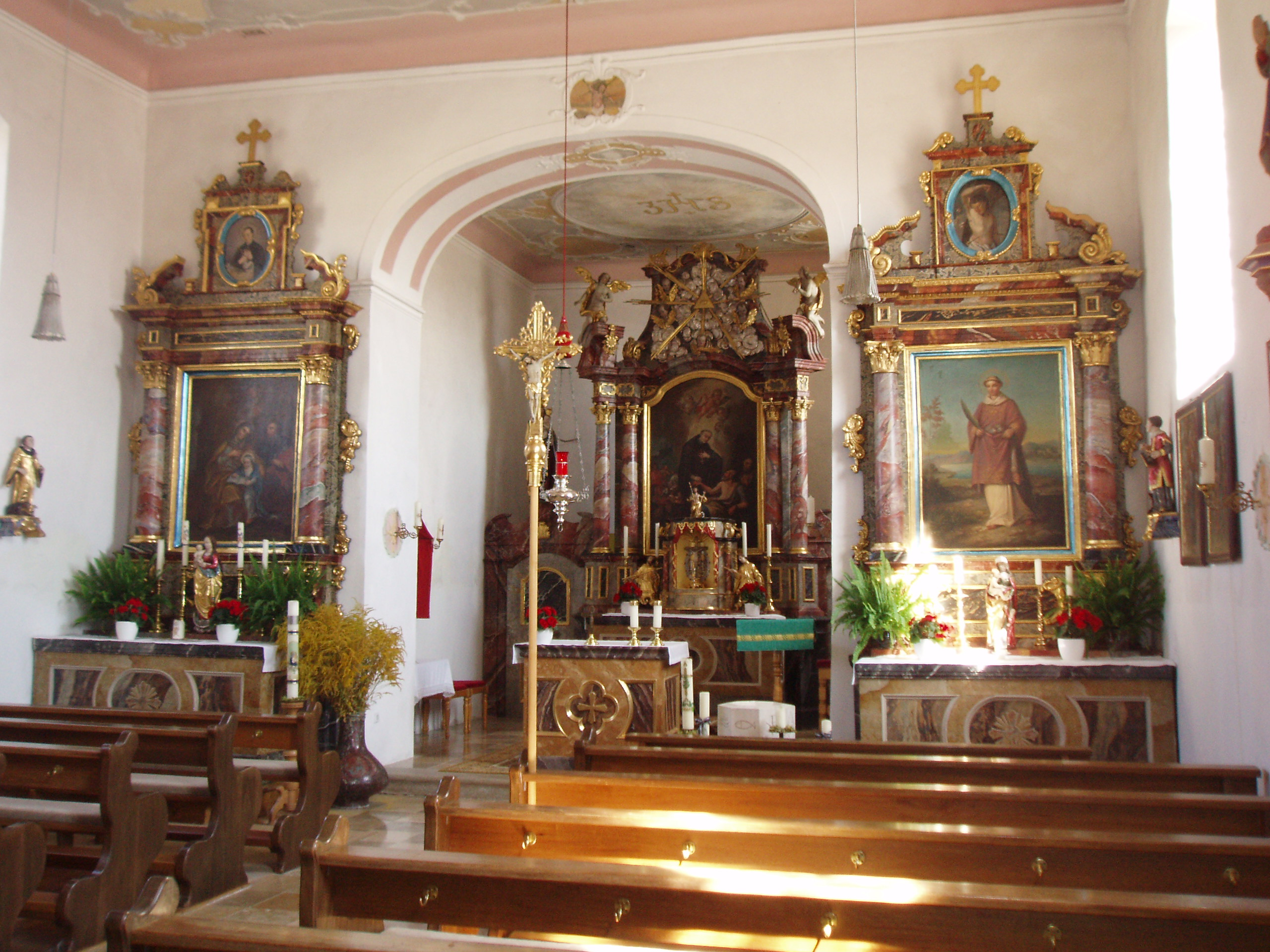
Barockausstattung der Kirche in Hirnstetten

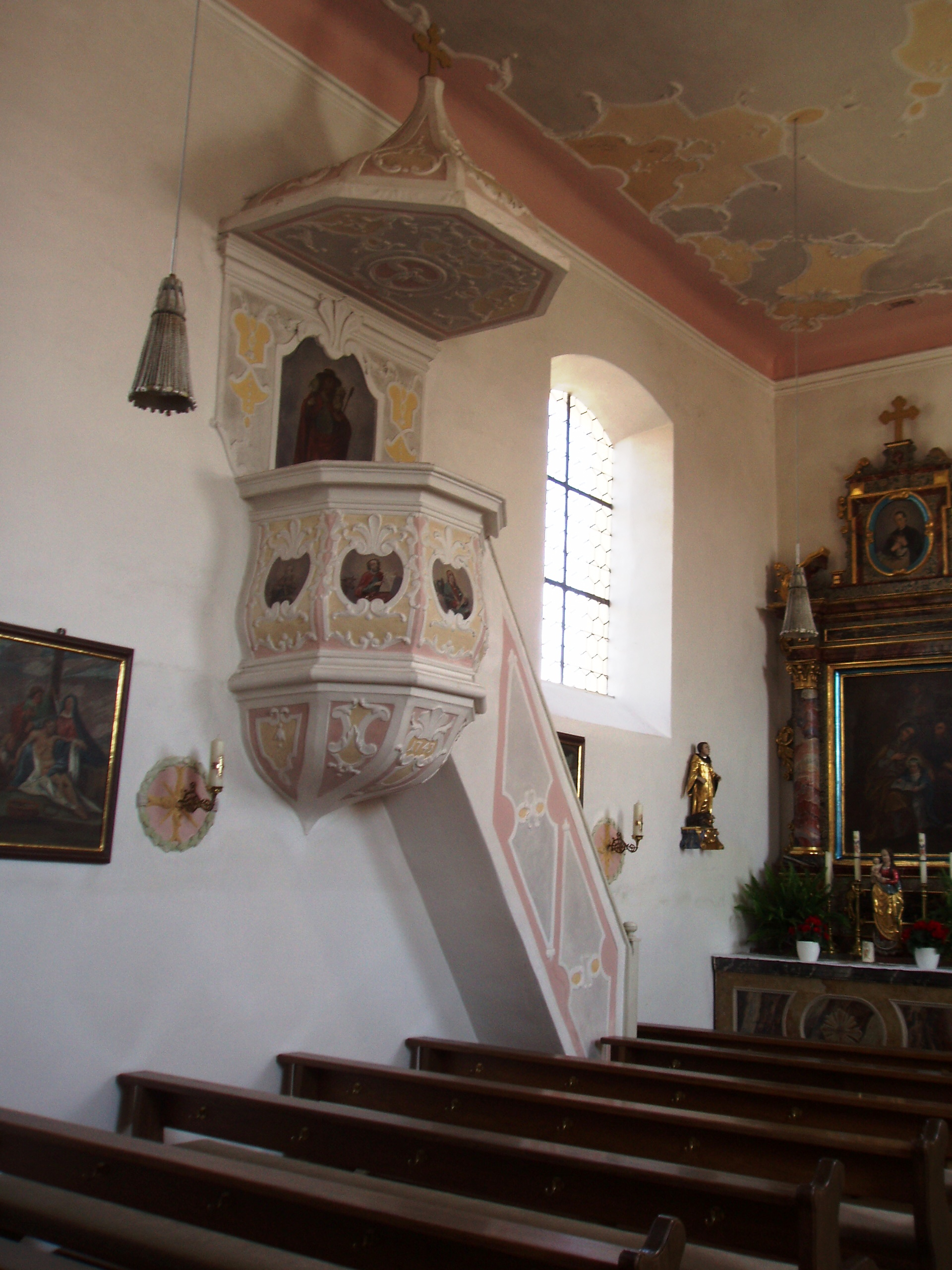
Stuckkanzel von Franz Xaver Horneis

Hirnstetten ist ein Gemeindeteil des Marktes Kipfenberg im oberbayerischen Landkreis Eichstätt. Der Ortsteil hatte im Januar 2024 190 Einwohner.

## Geographie
Das Kirchdorf im Naturpark Altmühltal liegt inmitten einer Rodungsinsel auf der Jurahochfläche nordwestlich von Kipfenberg auf ca. 530 Meter Meereshöhe.

## Verkehrsanbindung
Von der Jura-Hochstraße Eichstätt–Kinding biegt man bei Pfahldorf in das drei Kilometer entfernte Dorf ab, das man auf der Staatsstraße 2236 erreicht. Diese führt weiter über Altdorf und Emsing nach Greding. In Hirnstetten zweigt eine Straße nach dem Pollenfelder Gemeindeteil Götzelshard ab. Weitere Straßen führen vom Dorf aus nach den Kindinger Gemeindeteilen Furthof mit der Furthöhle am Hang des Anlautertales und Schafhausen im Anlautertal.

## Geschichte
Südwestlich von Hirnstetten sind Grabhügel aus der Bronzezeit nachgewiesen. Bei einem Brunnenaushub im Ort wurde ein eiszeitlicher Hammerkopf aus Granit gefunden. Das Dorf liegt an der Römerstraße Erkertshofen–Böhming. Nördlich führt der ehemalige römische Grenzwall „Obergermanisch-Raetischer Limes“ vorbei, der bis ins 3. Jahrhundert n. Chr. hinein Bestand hatte und sich nordwestlich von Hirnstetten noch in Flur und Wald mit dem Wachtposten 14/70 abzeichnet.
Erstmals ist Hirnstetten um 1150 erwähnt, als ein Ortsadeliger namens Odelrich von Herswinesteten (= Stätte an der Hirschweide) im Traditionsbuch der Fürstpropstei Berchtesgaden genannt wird. Seit Ende des 12. Jahrhunderts hatte das Augustiner-Chorherren-Kloster Rebdorf Besitz in Hirnstetten. In der Auseinandersetzung um die „Hirschberger Erbschaft“ wurde „Hirweinsteten“ 1305 dem Hochstift Eichstätt zugesprochen. Dort verblieb es bis zur Säkularisation Anfang des 19. Jahrhunderts.
Während der Hexenverfolgung im Hochstift Eichstätt wurde mindestens eine Frau aus Hirnstetten als vermeintliche Hexe angeklagt und 1629 zum Tode verurteilt.
Die Gegend von Hirnstetten war aufgrund von reichem Erzvorkommen bedeutend für das fürstbischöfliche Eisenverhüttungswerk Obereichstätt.
Aus neuerer Zeit ist die Flurbereinigung von 1956 zu erwähnen. Am 1. Januar 1972 kam der Ort im Zuge der Gebietsreform zum Markt Kipfenberg. Ein halbes Jahr später wechselte der Landkreis Eichstätt von Mittelfranken nach Oberbayern. Die Einwohnerzahl betrug 2007 176.

## Wirtschaft und Infrastruktur
Das landwirtschaftlich orientierte Hirnstetten verfügt über einen Gastronomiebetrieb an der Kirche.

## Filialkirche St. Leonhard
Die katholische Ortskirche ist eine Filialkirche von Altdorf, wird aber seit 1969 vom Pfarrer von Pfahldorf mitversorgt. 2007 zählte man im Dorf 168 Katholiken. Während der von einem Satteldach mit Treppengiebeln abgeschlossene viereckige Kirchturm noch aus der Spätgotik stammt, ist das Langhaus, wie eine Inschrift über dem Portal zeigt, ein Bau der Barockzeit. Es wurde 1743 nach Plänen des fürstbischöflichen Eichstätter Hofbaudirektors Gabriel de Gabrieli durch den Pollenfelder Maurer Joseph Leitner errichtet und am 6. Juni 1746 durch den Eichstätter Weihbischof Johann Gotfried Groß konsekriert. Die Stuckaturen und die polygone Stuckkanzel mit geschweiftem Korpus mit Evangelistenbildern stammen wahrscheinlich von Franz Xaver Horneis, die bis 1955 übertünchten Deckengemälde sind wohl im 19. Jahrhundert entstanden. Der viersäulige Hochaltar mit geschweiftem Aufzug, den eine Engelsglorie schmückt, ist frühes Rokoko aus der Zeit des Neubaus; das Altarbild zeigt den Kirchenpatron als Befreier von Gefangenen, geschaffen von dem Eichstätter Maler Dominikus Murmann. Über den Seitentüren sind spätgotische Plastiken einer Madonna mit Apfel haltendem Jesuskind und eines Heiligen Abtes mit Buch zu finden. Der Kreuzweg wurde um 1766 gemalt. Die beiden zweisäuligen Barock-Seitenaltäre sind in der 2. Hälfte des 18. Jahrhunderts entstanden. Das Altarbild des linken Seitenaltars zeigt Joachim und Anna mit einem jugendlichen Jesus, das des rechten den hl. Stefanus, Steine im Gewand tragend, gemalt von einem gewissen Gerhäuser 1838. Um 1870 kam eine Steinmayer-Orgel in die Kirche. Das Langhausdeckenfresko „Marienkrönung“ kann laut dem Kunsthistoriker Hans Christian Ries dem Münchner Kunstmaler des Neubarock Josef Wittmann zugeschrieben werden. In den 1970er Jahren wurde die Emporenausbuchtung entfernt und 1996 ein neuer Taufstein aufgestellt.
2011 bis 2014 wurde die Kirche außen und innen gründlich renoviert. Hierbei wurde ein in den 1920er Jahren im Chorraum abgebrochenes Deckengemälde mit den Emmaus-Jüngern wieder hergestellt.
Unter Denkmalschutz steht in dem Ortsteil die Wegkapelle im Kohlschlag, am Weg zum Furthof, errichtet im 18./19. Jahrhundert.
Siehe Liste der Baudenkmäler in Hirnstetten

## Vereine
In Hirnstetten wirken als Vereine seit 1895 die Freiwillige Feuerwehr (2005/06 Neubau des Feuerwehrhauses), seit 1934 der Obst- und Gartenbauverein sowie seit 1974 der Mädchen- und Burschenverein.

## Sonstiges
Der Sage nach soll in einem der bronzezeitlichen Hügel von Hirnstetten König Etzel des Nibelungenliedes (Hunnenkönig Attila, 434–453 n. Chr.) in einem goldenen Sarg bestattet sein.
Durch den Ort führt der Deutsche Limes-Radweg. Er folgt dem Obergermanisch-Raetischen Limes über 818 km von Bad Hönningen am Rhein nach Regensburg an der Donau.
Der Limeswanderweg streift den nördlichen Ortsrand von Hirnstetten.

## Persönlichkeiten
- Dr. Dr. Johann Baptist Stufler, Jesuit und Neuscholastiker, wurde am 3. Februar 1865 in Hirnstetten geboren († 28. August 1952 in St. Andrä im Lavanttal/Kärnten).